# Махатова, Рыскуль
Рыскуль Махатова (1921 год, аул Абай, Чардаринский район, Чимкентская область, Киргизская АССР, РСФСР — дата и место смерти неизвестны) — колхозница, звеньевая колхоза, Герой Социалистического Труда (1948).

## Биография
Родилась в 1921 году в ауле Абай Чардаринского района Чимкентской области, Киргизская АССР (сегодня — Шардаринский район Туркестанской области, Казахстан). Происходит из племени шанышкылы.
В 1939 году вступила в колхоз «Кзыл-Аскер» Келесского района Чимкентской области. Первоначально работала рядовой колхозницей. В 1941 году была назначена звеньевой хлопководческого звена. В 1948 году поступила в Алма-Атинский женский педагогический институт. С 1953 года работала учительницей и позднее — директором средней школы в совхозе имени Чапаева Чардаринского района.

## Трудовой подвиг
В 1944 году хлопководческое звено под руководством Рыскуль Махатовой собрало по 93 центнера хлопка-сырца с каждого гектара. В 1945 году было собрано 115, 5 центнеров хлопка-сырца с каждого гектара, установив рекорд по сбору хлопка в Келесском районе. За эти достижения была награждена Орденом Ленина. В 1947 году звено Рыскуль Махатовой собрало с участка площадью 3 гектара по 86,1 центнеров хлопка-сырца и с остальной площади было собрано по 50 центнеров с каждого гектара. За этот доблестный труд была награждена в 1948 году звания Героя Социалистического Труда.

## Награды
- Герой Социалистического Труда — указом Президиума Верховного Совета СССР от 28 марта 1948 года;
- дважды Орден Ленина.